# Biblioteca Iberoamericana
La Biblioteca Iberoamericana fue una biblioteca pública que dependió de la Secretaría de Educación Pública. Fue inaugurada el 25 de abril de 1924 por José Vasconcelos en el templo del ex Convento de la Encarnación (Ciudad de México)
En el interior de este recinto el artista Roberto Montenegro pintó un mural con el tema "La unión de los pueblos latinoamericanos".
La conformación de la biblioteca tuvo como propósito reunir "toda la riqueza de las letras hispanas e iberoamericanas, escritas tanto en lengua española como portuguesa

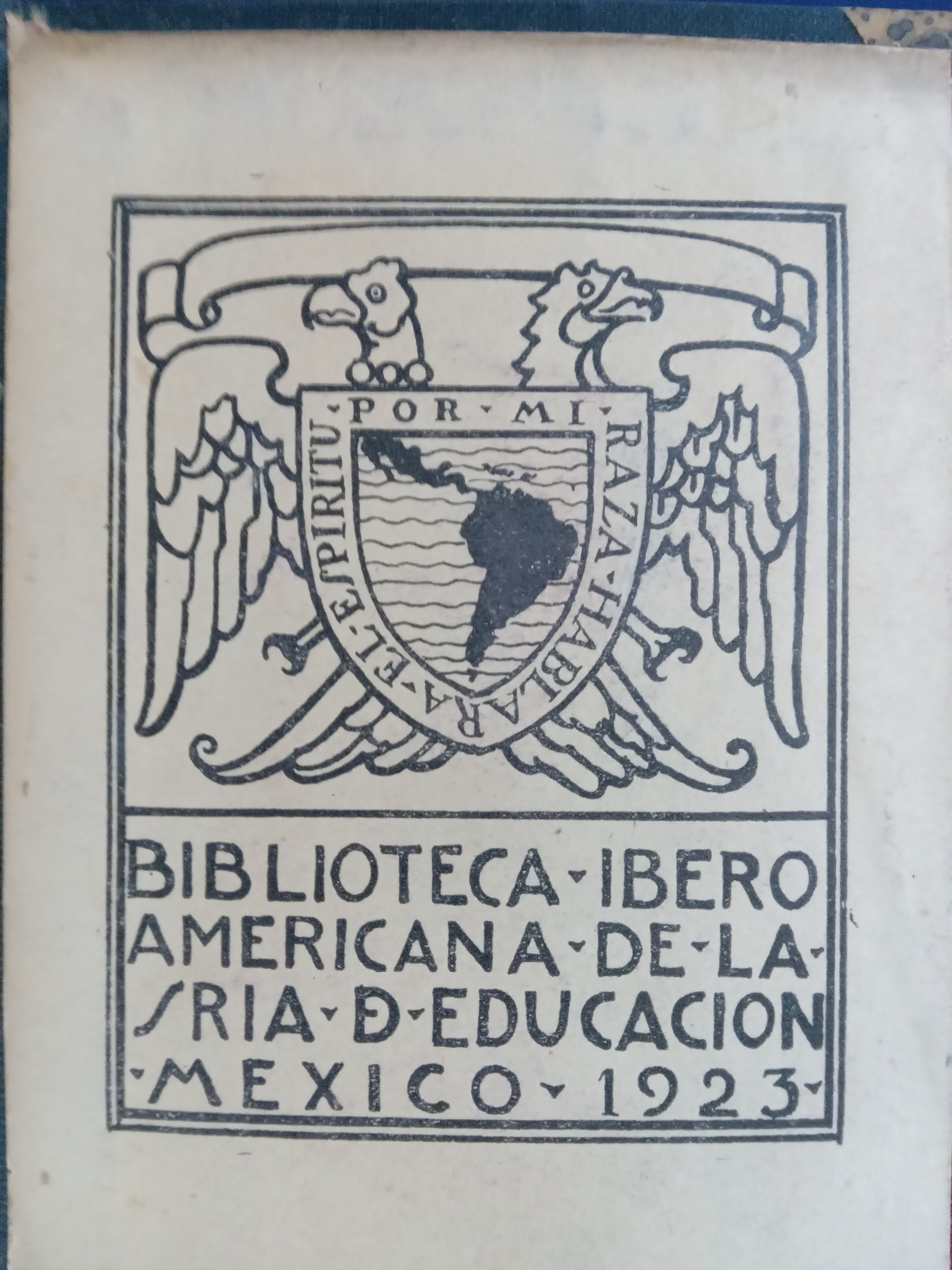
Ex libris Biblioteca Iberoamericana

Durante el periodo presidencial de Lázaro Cárdenas la biblioteca experimentó una serie de modificaciones, siendo la más notoria un cambio de sede, pasando en 1938 al Palacio de Bellas Artes (Ciudad de México). En este recinto estuvo hasta 1957, año en el que regresó a su primera sede.
En 1985 cesó sus actividades debido a las afectaciones que sufrió el edificio tras el terremoto de México de 1985, pasando su acervo compuesto por 13 750 volúmenes a la Biblioteca de México José Vasconcelos